# Gerwasia lagerheimii
Gerwasia lagerheimii är en svampart som först beskrevs av Paul Wilhelm Magnus, och fick sitt nu gällande namn av Buriticá 1994. Gerwasia lagerheimii ingår i släktet Gerwasia och familjen Phragmidiaceae.   Inga underarter finns listade i Catalogue of Life.